# Euproctis distincta
Euproctis distincta är en fjärilsart som beskrevs av Felder 1874. Euproctis distincta ingår i släktet Euproctis och familjen tofsspinnare. Inga underarter finns listade i Catalogue of Life.